# Gymnázium Kladno

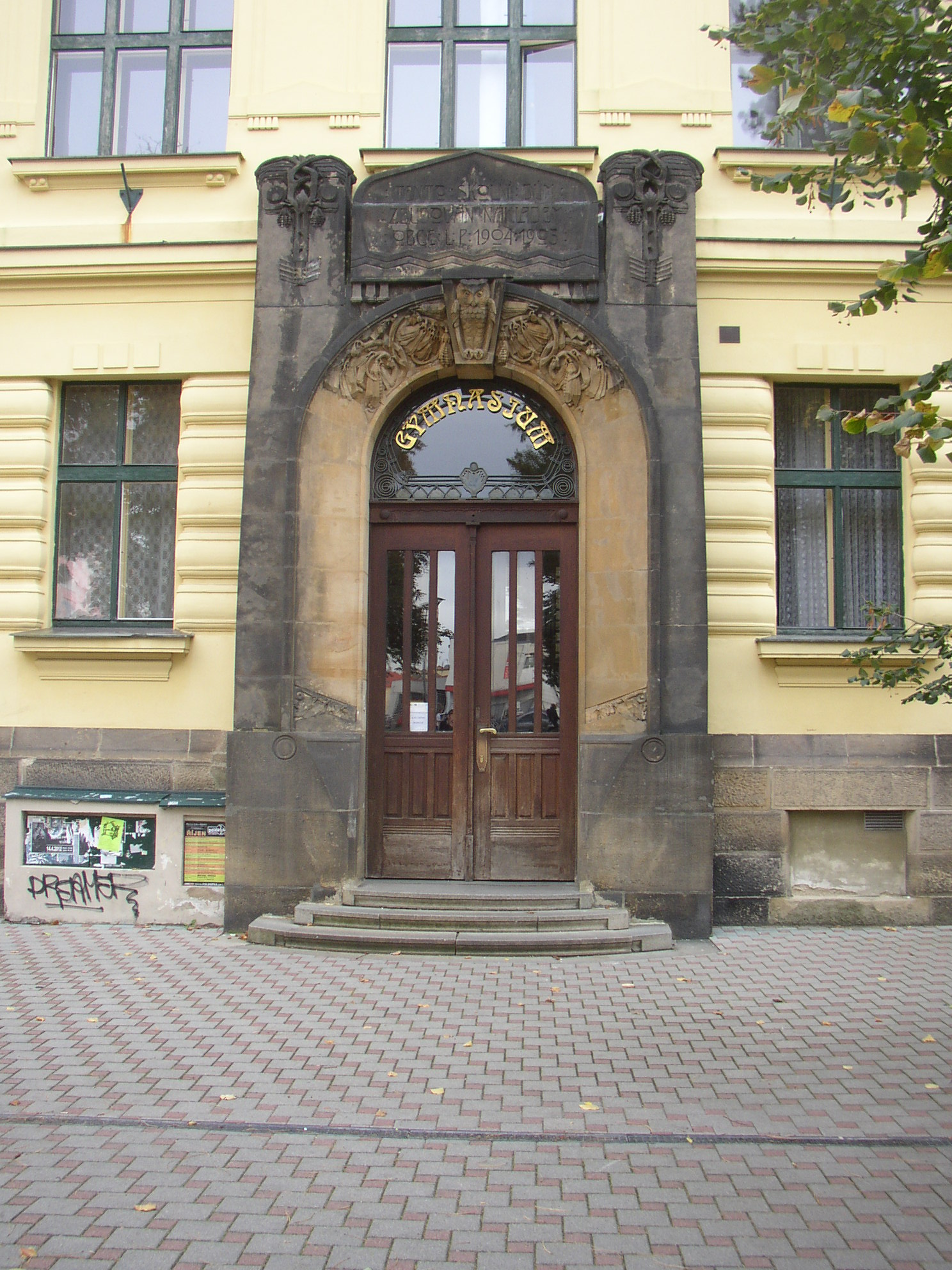
Vstupní portál

Gymnázium Kladno je všeobecné gymnázium nacházející se v centru Kladna v secesní budově z roku 1905 postavené podle návrhu architekta Aloise Dryáka. Škola nabízí osmileté a čtyřleté denní studium. Je největší kladenskou školou, je dobře prostorově vybavená a má velkou žákovskou kapacitu – na škole je vedeno 8 tříd osmiletého studia (prima až oktáva) a dvanáct tříd čtyřletého studia (1. A, B, C až 4. A, B, C).

## Historie
Představitelé města Kladna rozhodli o založení školy dne 25. října 1899 a přiznali finanční podporu na náklady na její vybavení a provoz. Původní oficiální název zněl C. k. státní reálka. K zahájení výuky došlo v září 1900 v prozatímní budově ve dvou třídách (celkem 48 žáků, věk studentů 11–15 let).
O tři roky později byla vyhlášena veřejná soutěž na stavbu nové budovy, vítězný projekt předložili Tomáš Amen a Alois Dryák. K zahájení stavby došlo v roce 1904, prováděla ji firma E. a L. Hrabě, vnější secesní úpravu fasády měl na starosti profesor Alois Bouda. Dne 12. září 1905 byla kolaudována a 20. září byla v nové školní budově zahájena výuka.

Po vyhlazení Lidic byly v roce 1942 do gymnázia na několik dní přivezeny a drženy lidické ženy a děti.

## Vybavení
Škola je vybavena pro zajištění kvalitní výuky v rámci studijních plánů. Mnoho učeben je vybaveno počítačem s projektorem nebo videorekordérem s barevným televizorem, několik učeben disponuje interaktivní tabulí. Pro všechny vyučované předměty je k dispozici dostatek potřebných pomůcek.

### Odborné laboratoře
Ve škole jsou odborné laboratoře pro výuku chemie, biologie a fyziky. K dispozici jsou základní pomůcky postačující pro samostatnou práci 8 nebo 16 jednotlivců či skupinek. Ve školním roce 2011/12 byla v rámci projektu MŠMT zmodernizována biologická laboratoř. Laboratoř byla dovybavena multimediálními pomůckami a novou literaturou.
Dále škola disponuje dvěma počítačovými laboratořemi (každá pro 16 studentů) s připojením k internetu a nemalou softwarovou výbavou (software potřebný pro běžné používání PC a výukový software). Počítače používají operační systém Microsoft Windows. K dispozici je i scanner a tiskárna.

### Jazykové učebny
Škola má několik odborných učeben pro výuku cizích jazyků. Tyto učebny vesměs disponují tímto vybavením: cizojazyčné materiály (plakáty, slovníky, knížky, časopisy apod.), interaktivní tabule a počítač, ozvučení systémem reproduktorů.

### Tělocvičny
Ve škole jsou dvě tělocvičny, takže tělesná výchova chlapců i dívek může probíhat zároveň. Při vhodném počasí výuka probíhá také na školním dvoře.
- Horní tělocvična je na místě bývalé školní kaple – dosud jsou zde vitráže v oknech a kůr. Používá se také pro různé školní akce, jako jsou koncerty, přednášky, apod.
- Dolní tělocvična má veškeré běžné vybavení, navíc zde bylo v roce 2007 nainstalováno několik posilovacích strojů.

### Učebny estetické výchovy
- Učebna pro Estetickou výchovu – výtvarnou je vybavena nástroji i materiály pro běžné i méně běžné výtvarné techniky.
- V učebně pro Estetickou výchovu – hudební je pianino a několik dalších hudebních nástrojů; také je zde tabule pro psaní not.

### Sbírky
- biologická – škola vlastní rozsáhlou sbírku biologických exponátů, zejména živočichů. Část sbírky je studentům přístupná v prosklených skříních na chodbách, zbytek je rozmístěn v učebnách a kabinetech biologie
- mineralogická – obsahuje běžné horniny a nerosty a je částečně přístupná studentům
- fyzikální – v prosklené skříni před učebnou fyziky je umístěna sbírka historických fyzikálních přístrojů, jako jsou např. magnetometr nebo Barlowovo kolečko

### Knihovna
Školní knihovna zajišťuje především půjčování učebnic pro studenty nižšího gymnázia, disponuje však i omezeným množstvím titulů (knižních i zvukových), které jsou poskytovány studentům k zapůjčení. Jedná se zejména o tituly povinné či doporučené četby a slovníky.

### Studovna
Studenti mají k dispozici studovnu, kde mohou trávit volný čas před, během a po vyučování.

### Šatny
V suterénu má každý student k dispozici uzamykatelnou šatnovou skřínku pro ukládání oblečení a obuvi. Jednu skřínku obvykle sdílí dva studenti. Staré skřínky zamykané visacími zámky jsou postupně nahrazovány modernějšími a bezpečnějšími skřínkami s vlastním zámkem.

### Stravování
Ve škole není jídelna, studenti mají čtyři možnosti, jak se stravovat: doma, v jídelně 2. základní školy, v jídelně SOSÍK či v jídelně YMCA. Ve škole je rozmístěno několik nápojových a prodejních automatů, v suterénu je školní bufet.

## Osobnosti

### Ředitelé
- František Bělohlávek (1900–1903)
- František Netuka (1903–1908)
- Josef Braniš (1908–1911)
- Jaroslav Šťastný (1912–1928)
- Radoslav Farský (1928–1930)
- Bohdan Kaufman (1930–1941)
- Vojtěch Burda (1941–1948)
- František Hanuš (1948–1959)
- Stanislav Linhart (1959–1960)
- Cyril Ježek (1960–1962)
- Ladislav Drozen (1962–1970)
- Miroslav Veselý (1970–1985)
- Zdeněk Železný (1985–1990)
- Zdeněk Sklenář (1990–2002)
- Milena Minaříková[2] (2002–2024)
- Lukáš Eichenmann (od 2024)

### Pedagogové
- Stanislav Kulhánek, kladenský výtvarník
- Zdeněk Manina, kladenský výtvarník

### Významní absolventi
- Ivo Bláha (* 1936), hudební skladatel a pedagog
- Rudolf Černý (1890–1977), architekt Kladna a Plzně
- Saša Gedeon (* 1970), filmový režisér a scenárista
- Roman Hájek (* 1988), novinář, předseda neziskové organizace Halda a propagátor města Kladna
- Josef Hřebík (* 1956), římskokatolický kněz, kanovník Kolegiátní kapituly Všech svatých na Hradě pražském
- Zdeněk Manina (* 1961), sochař, malíř, keramik a kreslíř
- Luděk Maulis (* 1972), zpěvák a kytarista skupiny The Beatles Revival, která na gymnáziu vznikla
- Antonín Raymond (1888–1976), architekt, jeden ze zakladatelů moderní architektury v Japonsku
- Irena Veverková (* 1957), kladenská archivářka, historička a publicistka
- Vlastimil Vondruška (* 1955), historik, publicista a spisovatel
- Nina Špitálníková (* 1987), koreanistka, odbornice na Korejskou lidově demokratickou republiku, spisovatelka